# Monestier-d'Ambel
Monestier-d'Ambel är en kommun i departementet Isère i regionen Auvergne-Rhône-Alpes i sydöstra Frankrike. Kommunen ligger i kantonen Corps som tillhör arrondissementet Grenoble. År 2022 hade Monestier-d'Ambel 14 invånare.

## Befolkningsutveckling
Antalet invånare i kommunen Monestier-d'Ambel
Referens:INSEE